# Mysterious Eyes
『Mysterious Eyes』（ミステリアス・アイズ）は、GARNET CROWの1枚目のシングル。2000年3月29日にGIZA studioから発売された。

## 概要
2ndシングル「君の家に着くまでずっと走ってゆく」との同時発売でのメジャーデビューということで各方面から話題を集めた。「君の家に着くまでずっと走ってゆく」や、3rdシングルとなった「二人のロケット」は、インディーズアルバム『first kaleidscope 〜君の家に着くまでずっと走ってゆく〜』にも収録されていた（「君の家に着くまでずっと走ってゆく」はアレンジが異なる）が、「Mysterious Eyes」は完全オリジナルの楽曲である。
B面として「Timing」「Mistakenly」の2曲が発表されていたが、「Timing」のみの収録となり、「Mistakenly」は以後のシングルやアルバムに未収録のため、未発表曲扱いとなっている。
メジャーデビュー前から、アニメ『名探偵コナン』にタイアップがつくなど話題になり、オリコンチャート内に10週以上もチャートインするロングヒットとなった。シングルの売上では、10thシングル『夢みたあとで』に次いで2位となっている。
初回プレス盤には『名探偵コナン』カードゲームのオリジナルカードが封入されている。
推定売上枚数は10万枚。

## 収録曲
1. Mysterious Eyes [4:28]
  - 作詞：AZUKI七 / 作曲：中村由利 / 編曲：古井弘人

読売テレビ・日本テレビ系全国ネットアニメ『名探偵コナン』オープニングテーマ（1999年11月15日 - 2000年8月21日）
『名探偵コナン』のオープニングの冒頭では歌手名がガーネットクロウとカタカナ表記になっていた。
2. Timing [4:48]
  - 作詞：AZUKI 七 / 作曲：中村由利 / 編曲：古井弘人
3. Mysterious Eyes 〜instrumental〜

## 収録アルバム
Mysterious Eyes
- THE BEST OF DETECTIVE CONAN 〜名探偵コナン テーマ曲集〜
- first soundscope 〜水のない晴れた海へ〜
- Best
- THE BEST History of GARNET CROW at the crest...
- GIZA studio presents -Girls-
- THE ONE 〜ALL SINGLES BEST〜
- GARNET CROW REQUEST BEST
- キミが好きだと叫びたい 〜Love & Yell〜